# Hyalopomatus variorugosus
Hyalopomatus variorugosus är en ringmaskart som beskrevs av Ben-Eliahu och Fiege 1996. Hyalopomatus variorugosus ingår i släktet Hyalopomatus och familjen Serpulidae. Inga underarter finns listade i Catalogue of Life.